# 榊原氏
榊原氏（さかきばらし）は、日本の氏族のひとつ。

## 三河榊原氏
三河国の榊原氏は、中世に三河国を拠点とし、江戸時代に譜代大名となり、維新後に華族の子爵家に列した家である。家紋は源氏車。

### 出自
清和源氏仁木氏流の榊原氏の一族とされ、『寛永諸家系図伝』には仁木義長の子孫であることが記されており、『藩翰譜』によれば「式部少輔源康政は、伊勢の仁木が流れなり。右京大夫義長の後胤、一志郡榊原の住人、七郎右衛門清長、三河国に移りて、源蔵人殿〔松平親忠〕に仕え奉る」とある。『寛政譜』にも榊原清長が伊勢から移住したことが記されている。
『伊勢名勝志』は清長が三河国に移り住んだ時期について、疑問があることを記している。
また三河に移った榊原氏にも複数の系統があり、後年大名になった榊原氏はその中でも分家筋だったとする可能性もある。

### 戦国時代
戦国時代には松平氏に仕えたが、のちに累進する榊原家は松平氏傘下の酒井忠尚に仕える陪臣であったとされる。酒井忠尚は三河一向一揆と同時期に居城を中心に松平家に反旗を翻し、代わって榊原氏は松平家に与して戦功を挙げた。ただしこれ以前から榊原康政が家康の小姓に取り立てられているため、三河一向一揆以前から榊原家は陪臣の域を越えて松平本家と直接の関与があったと思われる。三河一向一揆で初陣を飾り、旗本先手役を新設した徳川家康に抜擢された康政は、本多忠勝と並んで頭角を現すと徳川四天王、徳川十六神将に数えられ、上野国館林藩主となった。康政の子孫はこの藩祖の功績により、江戸幕府において有力な譜代、親藩となる。

### 江戸時代
康政の子である康勝（三男）は嗣子無きまま、大坂の陣の際に持病の痔が悪化して死亡した。榊原家は断絶しかけるが、徳川家康の介入により、康政の長男で母方の大須賀家を相続していた大須賀忠政の子の忠次が榊原家を継承した。これにより大須賀家は断絶した。のちに、康勝には勝政という隠し子が存在し、榊原家の重臣らが意図的にこれを隠匿していたことが発覚した。伝承では重臣達は配流されたとされているが、幕府の記録では却って徳川秀忠より所領を与えられて御付人（御三家の御附家老にあたる）の祖になったと伝えられている。後に勝政は幕府に取り立てられ、子の代より旗本榊原家となる。
忠次の孫の政倫が嗣子無きまま19歳で死去し、榊原式部大輔家は5代で一度断絶しかけた。しかし、親族の大名家による家名存続活動が実を結び、前述の旗本榊原家より養子の政邦（康勝の曽孫）が入り断絶を免れた。その子の政祐の死去の際にも勝政系旗本榊原家から政岑が末期養子に入っている。
榊原政岑は将軍徳川吉宗の倹約令に従わず贅沢を尽くしたことで吉宗の怒りを買い、蟄居・隠居および姫路藩から越後高田藩への懲罰転封をされた。表高は15万石のままだったが実高は半減した。このことが明治に至って榊原家の爵位に響くことになる。
その跡を継いだ政純は政岑の死後まもなく夭逝し、またも断絶の危機を迎えたが、幕閣から内密の了承を得て、死んだ政純の身代わりに弟の政永を秘かにすり替えることで存続した。
これら懲罰などを重ねつつも榊原家が取り潰しにならなかったのは、藩祖康政の功績が考慮されたことと、最初の断絶の危機の際に家康が直々に家の存続を命じたことで、以降の幕府もその例に倣ったものと考えられる。
幕藩体制下では、下記のように、さまざまな藩地に転封されているが、越後高田に入って以降は落ち着いた。
- 1590年 - 1643年： 上野国館林藩（群馬県館林市）
- 1643年 - 1649年： 陸奥国白河藩（福島県白河市）
- 1649年 - 1667年： 播磨国姫路藩（兵庫県姫路市）
- 1667年 - 1704年： 越後国村上藩（新潟県村上市）
- 1704年 - 1741年： 播磨国姫路藩（兵庫県姫路市）
- 1741年 - 1871年： 越後国高田藩（新潟県上越市）

越後高田藩第6代（最後）の藩主・榊原政敬は、譜代大名の立場もあって、鳥羽伏見の戦い直後の頃は、政府に対して徳川家改易を免除するよう嘆願しつつ、徳川慶喜に対して政府に謝罪すべきことを諫言するという「哀訴諫諍」の立場を取っていたが、佐幕派の旧幕臣古屋佐久左衛門の隊が高田藩の領内を通過して官軍の尾張藩軍や松代藩軍に攻撃をしかけた事件が起き、高田藩は尾張藩や松代藩から糾弾された。高田藩が古屋隊を強襲したので高田藩の関与の疑惑は不問となったが、これを契機に官軍に鞍替えし先鋒として参戦、長岡藩や会津藩の征圧に参戦して大いに戦功をあげた。戊辰戦争終結後には松代藩と共に降伏した会津藩士の御預を命じられる。

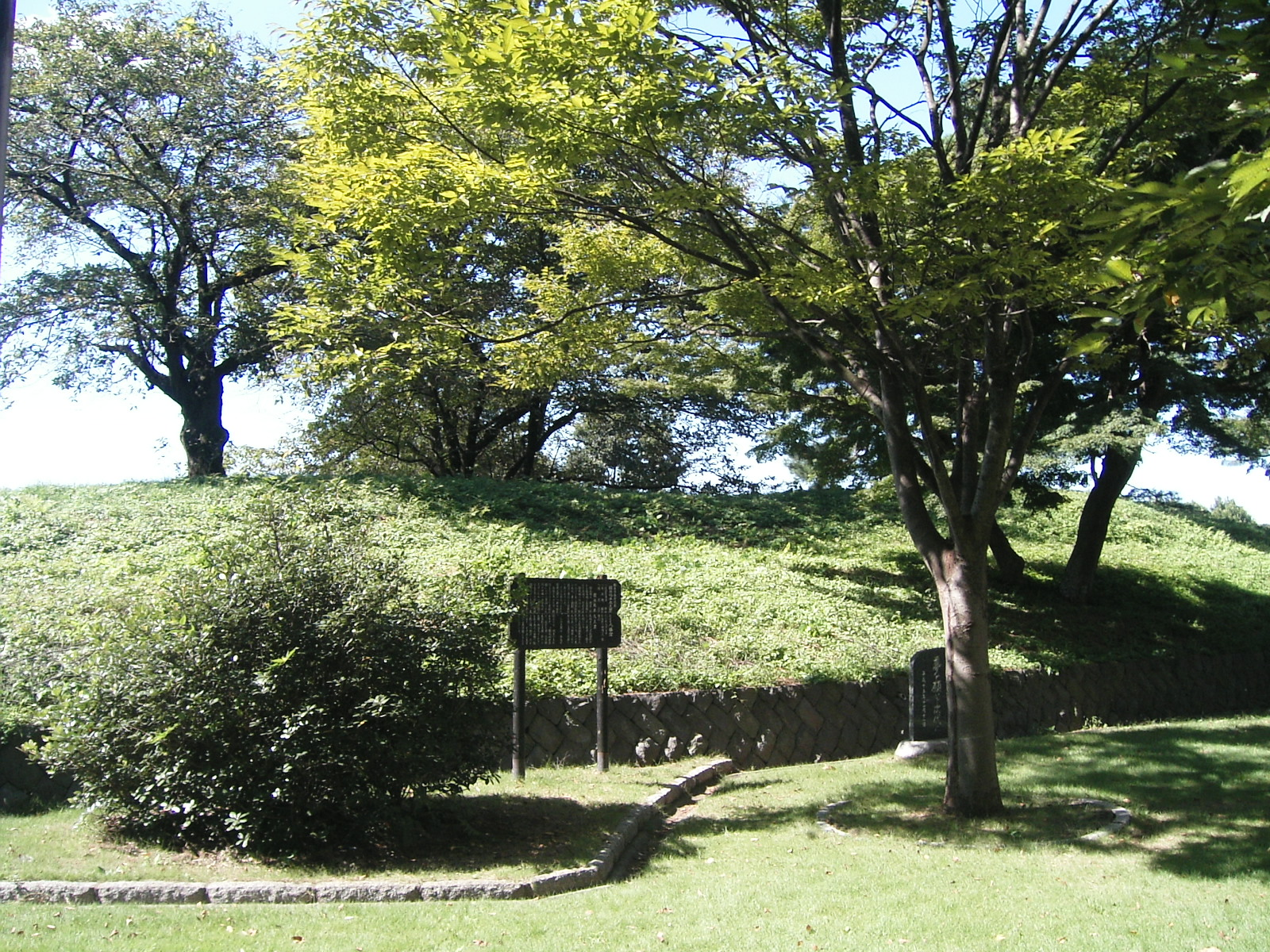
館林城本丸跡
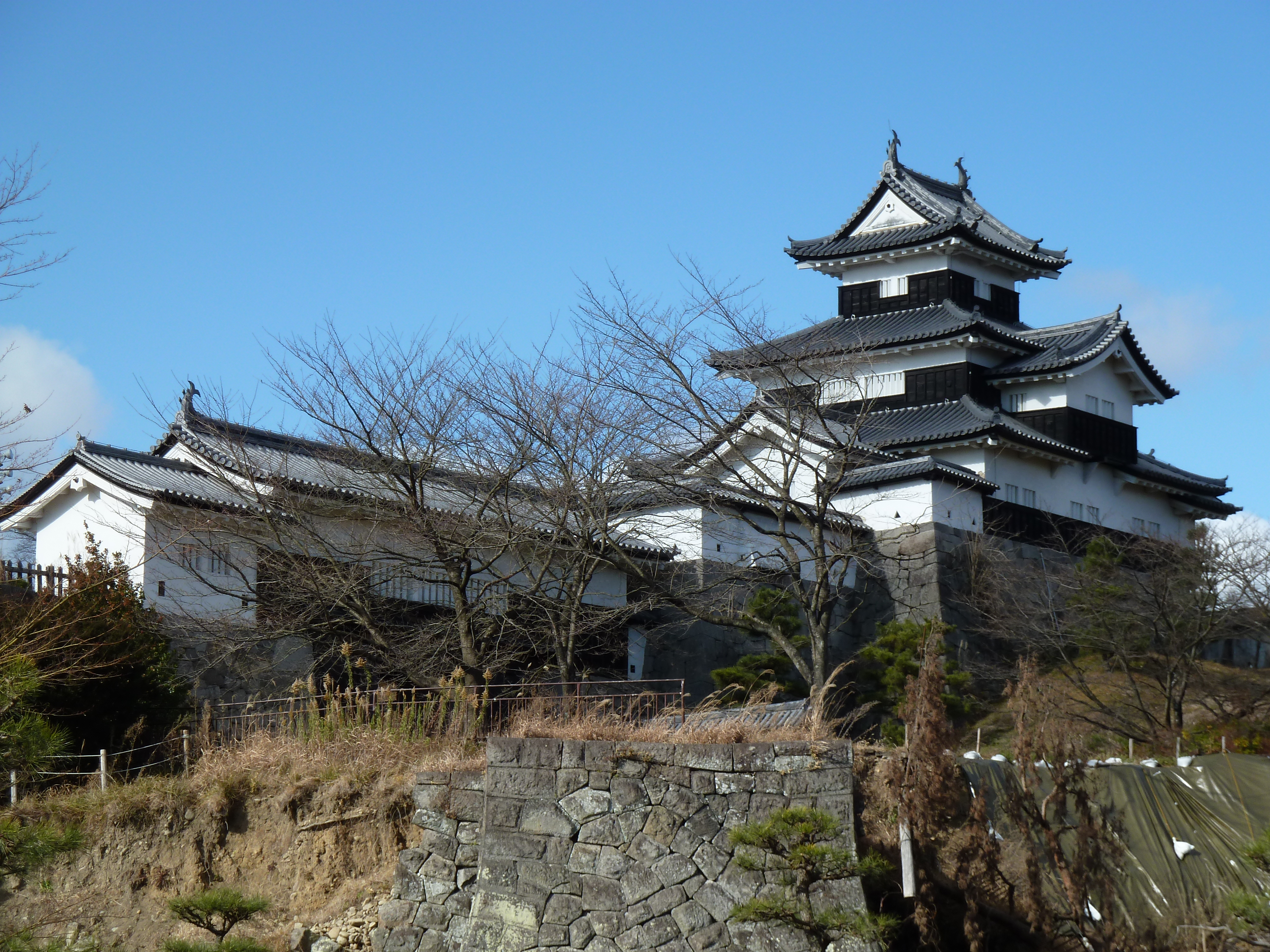
白河城
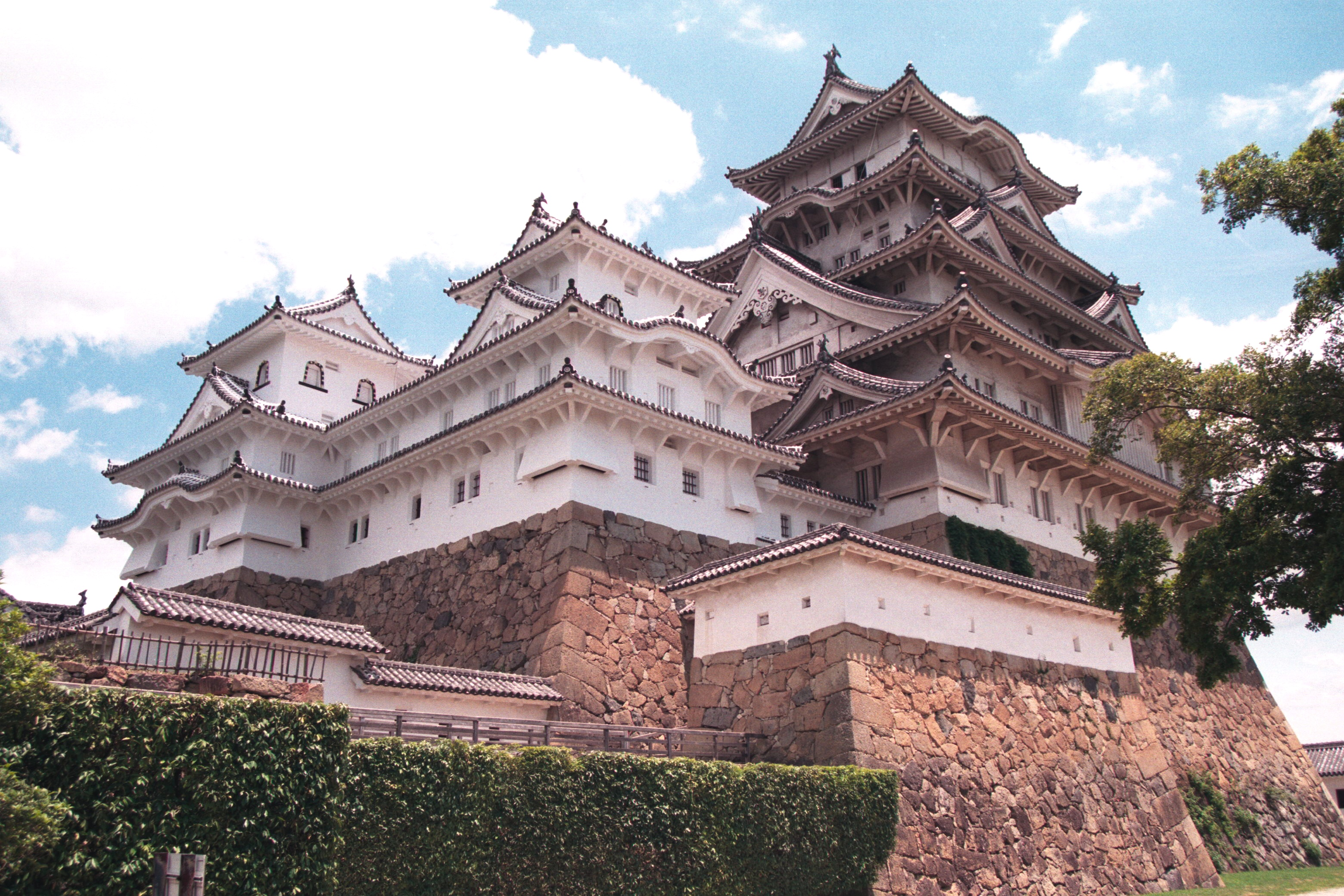
姫路藩歴代藩主居城姫路城
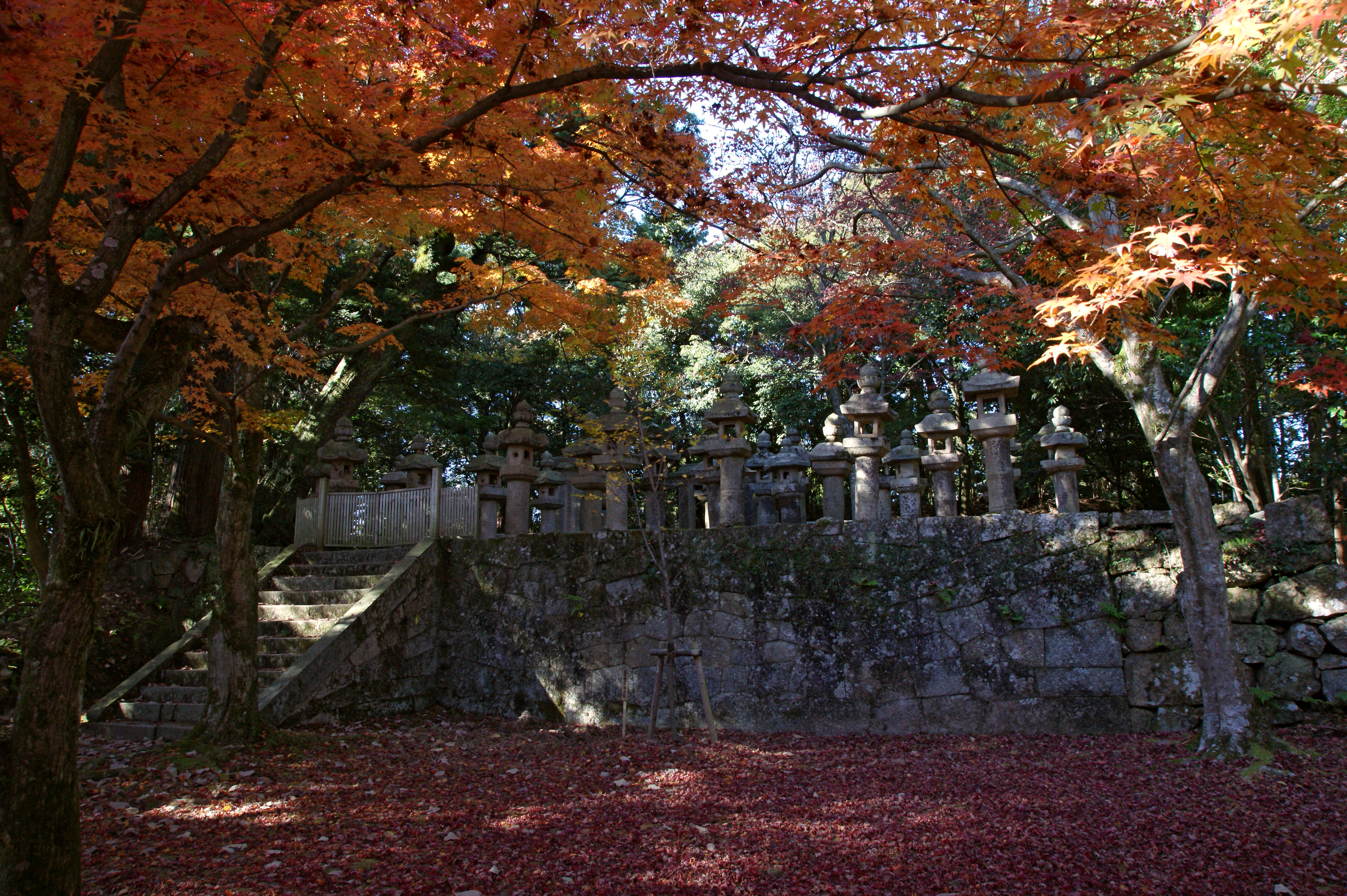
姫路書写山圓教寺にある榊原家廟所
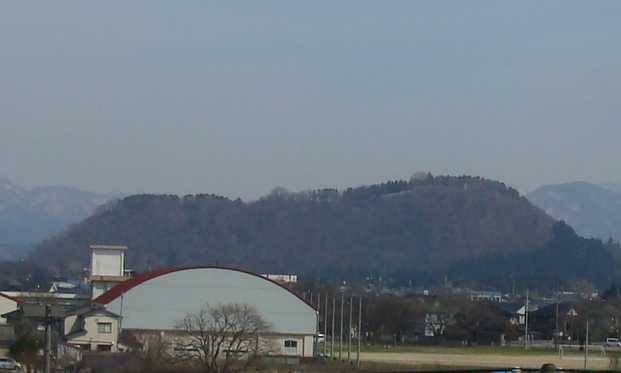
越後村上城 遠景
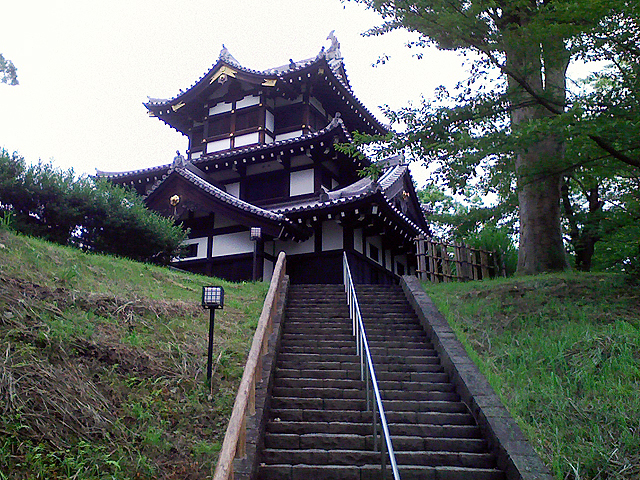
越後高田藩・越後高田城三重櫓
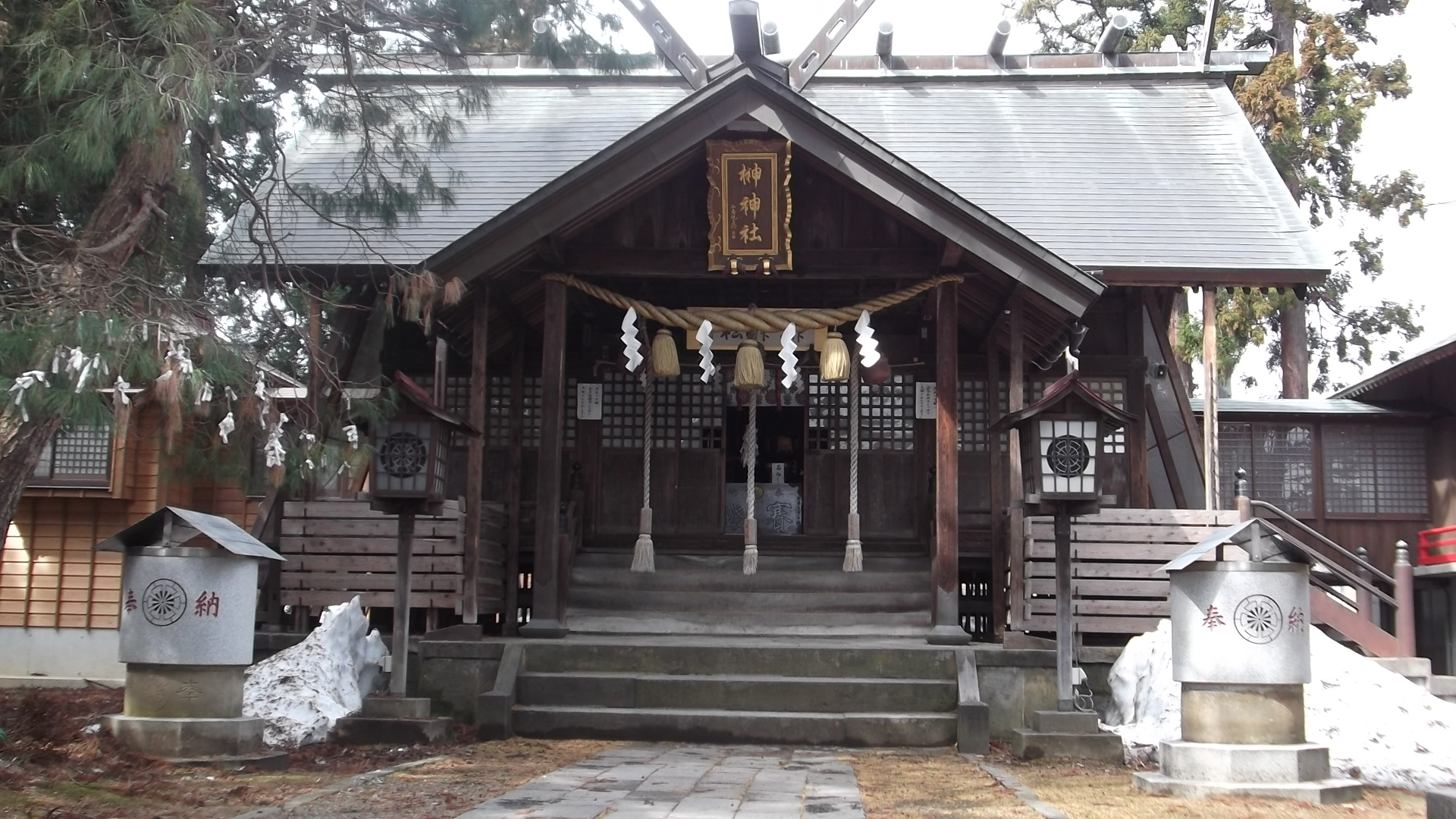
越後高田藩主・榊原家を祀る榊神社（新潟県上越市）

### 明治以降
明治2年（1869年）6月2日に戊辰戦争の軍功により榊原政敬に1万石の賞典禄が永世下賜された。版籍奉還により同月18日に政敬は高田藩知事に転じるとともに華族に列し、明治4年（1871年）の廃藩置県に伴う解任まで藩知事を務めた。高田藩が政府に届け出ていた藩札は15万両だったが、廃藩置県後、柏崎県で旧高田藩藩札を整理したところ1万3000両以上余分に発行されていたことが発覚。関係者の取り調べの結果、旧高田藩会計方が規定額より3万両多い藩札を貸し付けることで利息を取っていたことが判明した。この件の処分は柏崎県の後身の新潟県に任されたが、県令楠本正隆は直接犯行に及んだ旧藩士8名を逮捕して禁固70日間に処しつつ（うち1名は割腹自殺）、旧藩主榊原政敬については、政府への忠誠と功績を評価していまさら責任を問う必要なしと寛大な処置を取り不問にした。
廃藩置県の際に定められた家禄は4841石。明治9年の金禄公債証書発行条例に基づき家禄と賞典禄（実額2500石）の合計7341石と引き換えに支給された金禄公債の額は、13万1465円77銭5厘（華族受給者中54位）。
明治17年（1884年）の華族令の施行により華族が五爵制になったが、旧高田藩の現米は4万8410石だったため、旧大名家から伯爵に選ばれる基準である現米5万石にはわずかに足りず、現米5万石未満の旧小藩知事として子爵に列した。子爵家の中では現米・表高ともに最大であった。同じ表高で榊原家の後に姫路藩主となった酒井家の方は現米5万石以上で伯爵になっており、政岑の代の高田藩への転封が明治にまで祟る形となった。
伯爵位を欲した政敬は、明治22年（1889年）、明治24年（1891年）、明治25年（1892年）、明治33年（1900年）の四度にわたって伯爵陞爵の請願を行っている。維新の功で陞爵があった真田家、佐土原島津家、大村家、吉川家、成瀬家、亀井家など他の諸侯を引き合いに出して榊原家の維新の功はそれに劣らぬものであることを訴えて榊原家にも陞爵があるよう請願し、また勝海舟にも取り成しを依頼したらしく、『海舟日記』の明治22年1月6日の項に「榊原政敬より、伯爵へ転じ度き旨内願書付持参」という一文がある。しかし4度の陞爵請願はいずれも不許可に終わった。
政敬には男子がなく、はじめ岡田家から政善を養子に迎えた。後に婿養子とした旗本榊原家（本姓は花房）出身の榊原政和が家督を継いでいる。
16代・政春は、東京帝国大学法学部を卒業し、貴族院議員。邸宅は東京市杉並区和泉町にあった。大戦中は、台湾拓殖会社に勤務。戦後は企業の法律顧問を歴任した。現当主の17代・榊原政信は会社社長の傍ら、榊原ゆかりの4都市持ち回り（上越・館林・豊田・姫路）で30年以上実施している「地方創生」意見交換会にも参画している。

### その他の一門など
- 駿河の榊原氏 - 三河国の榊原氏の一族で、江戸時代に交代寄合の旗本となった氏族である[18]。榊原長政の長男・清政の子、照久が徳川家康に仕えて、駿河国有渡郡久能に住んだことにはじまる[18]。久能山東照宮の宮司を務めた照久は従二位の高位に上っているが、次代の照清から神職を辞して久能山東照宮門番職を世襲するようになり、以降の当主は従五位下に叙される1800石の旗本となった[18][19]。幕末維新期の当主榊原照求は維新に際して朝廷に早期帰順して朝臣に列し、本領を安堵された。当初は旧交代寄合として一般旗本より高い中大夫席を与えられたが、明治2年12月に中大夫・下大夫・上士の称号が廃止されるに伴い、一本旗本と同様に士族編入[20]。明治3年11月19日の太政官布告第845号に従い、江戸期の従五位下の位階を返上[20]。その後は一般人なので足取りを追うのは難しく没年も不明だが、『旧藩執政職功労一門末家履歴等取調書』によれば、少なくとも明治16年時点では照求は生存しており、静岡県有渡郡に在住しているようである[20]。
- 榊原忠之 - 旗本。大名榊原家（式部大夫家）の本家筋である榊原忠次（松平広忠家老） - 忠政（徳川家康人質時代からの小姓）の家系。勘定奉行、江戸北町奉行、大目付を歴任。長男は勘定奉行や新潟奉行の榊原忠義。
- 榊原忠職 - 旗本。勘定奉行。水野忠邦の下で天保の改革を推進。
- 榊原政殊 - 収城目付や書院番を歴任。

## 仁木氏流榊原氏
清和源氏仁木氏流の榊原氏は、伊勢国発祥の氏族である。
室町時代前期の北伊勢守護であった仁木義長の9代の後裔・清長が、伊勢国一志郡榊原村（現在の三重県津市榊原町）に移住し、この地名をとって榊原を号したことにはじまる。清長は榊原城を拠点とした。
清長の子・氏経は北畠家に属したとされ、永禄年間に大和国で戦死した。氏経の子・刑部少輔、刑部少輔の子・三左衛門尉まで代々榊原城を根拠とした。
天正4年（1576年）に北畠氏が滅んだ後に、三左衛門尉は織田信長に属した。天正12年（1584年）には織田信包に仕えており、伊勢国奄芸郡中山に移ったといわれる。

## 中原姓榊原氏
水戸藩士の榊原氏。
榊原清政（康政の兄）の外曾孫石野照明が榊原を称したことより始まる。照明は水戸藩主徳川光圀に仕えた。照明には男子はおらず、生家の石野家から篤郷を養子に迎えた。篤郷の娘美衛（智仙院）は徳川宗翰の側室となり治保を生む。篤郷の玄孫照煦は天狗党の乱にて捕縛され古河藩にて切腹した。

### 中原姓榊原氏の系図
|          |          |          |          |          |          |  |  |          |          |          |          |          |          |  |  |      |      |      |      |      |      |  |  |          |          |          |          |          |          |  |  |      |      |      |      |      |      |  |  |          |          |          |          |          |          |  |  |      |      |      |      |      |      |  |  |      |      |      |      |      |      |  |  |      |      |      |      |      |      |  |  |  |  |  |  |  |  |  |  |  |  |  |  |  |  |  |  |
|          |          |          |          |          |          |  |  | 石野広継 | 石野広継 | 石野広継 | 石野広継 | 石野広継 | 石野広継 |  |  |      |      |      |      |      |      |  |  | 広次     | 広次     | 広次     | 広次     | 広次     | 広次     |  |  | 広高 | 広高 | 広高 | 広高 | 広高 | 広高 |  |  | 榊原篤郷 | 榊原篤郷 | 榊原篤郷 | 榊原篤郷 | 榊原篤郷 | 榊原篤郷 |  |  |      |      |      |      |      |      |  |  |      |      |      |      |      |      |  |  |      |      |      |      |      |      |  |  |  |  |  |  |  |  |  |  |  |  |  |  |  |  |  |  |
|          |          |          |          |          |          |  |  | 石野広継 | 石野広継 | 石野広継 | 石野広継 | 石野広継 | 石野広継 |  |  |      |      |      |      |      |      |  |  | 広次     | 広次     | 広次     | 広次     | 広次     | 広次     |  |  | 広高 | 広高 | 広高 | 広高 | 広高 | 広高 |  |  | 榊原篤郷 | 榊原篤郷 | 榊原篤郷 | 榊原篤郷 | 榊原篤郷 | 榊原篤郷 |  |  |      |      |      |      |      |      |  |  |      |      |      |      |      |      |  |  |      |      |      |      |      |      |  |  |  |  |  |  |  |  |  |  |  |  |  |  |  |  |  |  |
|          |          |          |          |          |          |  |  |          |          |          |          |          |          |  |  |      |      |      |      |      |      |  |  |          |          |          |          |          |          |  |  |      |      |      |      |      |      |  |  |          |          |          |          |          |          |  |  |      |      |      |      |      |      |  |  |      |      |      |      |      |      |  |  |      |      |      |      |      |      |  |  |  |  |  |  |  |  |  |  |  |  |  |  |  |  |  |  |
|          |          |          |          |          |          |  |  |          |          |          |          |          |          |  |  | 広重 | 広重 | 広重 | 広重 | 広重 | 広重 |  |  |          |          |          |          |          |          |  |  |      |      |      |      |      |      |  |  | 照武     | 照武     | 照武     | 照武     | 照武     | 照武     |  |  | 照昌 | 照昌 | 照昌 | 照昌 | 照昌 | 照昌 |  |  | 照融 | 照融 | 照融 | 照融 | 照融 | 照融 |  |  | 照煦 | 照煦 | 照煦 | 照煦 | 照煦 | 照煦 |  |  |  |  |  |  |  |  |  |  |  |  |  |  |  |  |  |  |
|          |          |          |          |          |          |  |  |          |          |          |          |          |          |  |  | 広重 | 広重 | 広重 | 広重 | 広重 | 広重 |  |  |          |          |          |          |          |          |  |  |      |      |      |      |      |      |  |  | 照武     | 照武     | 照武     | 照武     | 照武     | 照武     |  |  | 照昌 | 照昌 | 照昌 | 照昌 | 照昌 | 照昌 |  |  | 照融 | 照融 | 照融 | 照融 | 照融 | 照融 |  |  | 照煦 | 照煦 | 照煦 | 照煦 | 照煦 | 照煦 |  |  |  |  |  |  |  |  |  |  |  |  |  |  |  |  |  |  |
|          |          |          |          |          |          |  |  |          |          |          |          |          |          |  |  |      |      |      |      |      |      |  |  |          |          |          |          |          |          |  |  |      |      |      |      |      |      |  |  |          |          |          |          |          |          |  |  |      |      |      |      |      |      |  |  |      |      |      |      |      |      |  |  |      |      |      |      |      |      |  |  |  |  |  |  |  |  |  |  |  |  |  |  |  |  |  |  |
| 榊原清政 | 榊原清政 | 榊原清政 | 榊原清政 | 榊原清政 | 榊原清政 |  |  | 女子     | 女子     | 女子     | 女子     | 女子     | 女子     |  |  |      |      |      |      |      |      |  |  | 榊原照明 | 榊原照明 | 榊原照明 | 榊原照明 | 榊原照明 | 榊原照明 |  |  | 篤郷 | 篤郷 | 篤郷 | 篤郷 | 篤郷 | 篤郷 |  |  | 美衛     | 美衛     | 美衛     | 美衛     | 美衛     | 美衛     |  |  |      |      |      |      |      |      |  |  | 照賢 | 照賢 | 照賢 | 照賢 | 照賢 | 照賢 |  |  | 照煦 | 照煦 | 照煦 | 照煦 | 照煦 | 照煦 |  |  |  |  |  |  |  |  |  |  |  |  |  |  |  |  |  |  |
| 榊原清政 | 榊原清政 | 榊原清政 | 榊原清政 | 榊原清政 | 榊原清政 |  |  | 女子     | 女子     | 女子     | 女子     | 女子     | 女子     |  |  |      |      |      |      |      |      |  |  |          | 榊原照明 | 榊原照明 | 榊原照明 | 榊原照明 | 榊原照明 |  |  | 篤郷 | 篤郷 | 篤郷 | 篤郷 | 篤郷 | 篤郷 |  |  | 美衛     | 美衛     | 美衛     | 美衛     | 美衛     | 美衛     |  |  |      |      |      |      |      |      |  |  | 照賢 | 照賢 | 照賢 | 照賢 | 照賢 | 照賢 |  |  | 照煦 | 照煦 | 照煦 | 照煦 | 照煦 | 照煦 |  |  |  |  |  |  |  |  |  |  |  |  |  |  |  |  |  |  |
|          |          |          |          |          |          |  |  |          |          |          |          |          |          |  |  |      |      |      |      |      |      |  |  |          |          |          |          |          |          |  |  |      |      |      |      |      |      |  |  |          |          |          |          |          |          |  |  | 治保 |      |      |      |      |      |  |  |      |      |      |      |      |      |  |  |      |      |      |      |      |      |  |  |  |  |  |  |  |  |  |  |  |  |  |  |  |  |  |  |
|          |          |          |          |          |          |  |  |          |          |          |          |          |          |  |  |      |      |      |      |      |      |  |  |          |          |          |          |          |          |  |  |      |      |      |      |      |      |  |  |          |          |          |          |          |          |  |  |      |      |      |      |      |      |  |  |      |      |      |      |      |      |  |  |      |      |      |      |      |      |  |  |  |  |  |  |  |  |  |  |  |  |  |  |  |  |  |  |
|          |          |          |          |          |          |  |  |          |          |          |          |          |          |  |  |      |      |      |      |      |      |  |  |          |          |          |          |          |          |  |  |      |      |      |      |      |      |  |  | 徳川宗翰 |          |          |          |          |          |  |  |      |      |      |      |      |      |  |  |      |      |      |      |      |      |  |  |      |      |      |      |      |      |  |  |  |  |  |  |  |  |  |  |  |  |  |  |  |  |  |  |
|          |          |          |          |          |          |  |  |          |          |          |          |          |          |  |  |      |      |      |      |      |      |  |  |          |          |          |          |          |          |  |  |      |      |      |      |      |      |  |  |          |          |          |          |          |          |  |  |      |      |      |      |      |      |  |  |      |      |      |      |      |      |  |  |      |      |      |      |      |      |  |  |  |  |  |  |  |  |  |  |  |  |  |  |  |  |  |  |

## 藤原姓榊原氏
清和源氏仁木氏流の榊原氏と同族とされるが詳しいことはわかっていない。
家譜に「佐藤公光の裔、主計允基重、一志郡榊原村に住し、その次男藤次郎基氏・榊原を家号とす。その5代の孫・摂津守具政─主計頭貞政（平八郎経定）─主計頭清政（利経）─摂津守政光（元経）─摂津守忠次（政次）─摂津守忠政（家康に仕う）」とある。
榊原貞政はもと経定といい、北畠氏に仕えた。のちに三河国額田郡山中郷に移り松平親氏に仕えたといわれる。『寛政系譜』にはこの氏族を24家を掲載している。家紋は「八本骨源氏車」、「藤巴」。榊原八代之墓碑が大樹寺塔頭の善揚院に建立された。

## 花房氏流榊原氏
江戸幕府幕臣の榊原氏で知行は2000石。花房職秀の次男・職直が家康の命令で榊原に改めたといわれる。家紋は「源氏車」、「蛇の目」。幕末の剣豪榊原鍵吉と東京女子医科大学の教授の榊原仟とその長兄の榊原亨（参議院議員）、次兄の榊原周、末弟の榊原宏などはその後裔である。
花房榊原家の系譜  －実子 =養子
榊原職直以前の系譜は､花房氏を参照
榊原職直－職信=職員(職信の弟)－職房＝職久(職房の弟)＝職仲(旗本:斎藤利常の子)＝職長(旗本:斎藤利長の子)－職成＝職明(職成の弟)＝職尹(職明の弟)－職武＝職序(高田藩主:榊原政永の子)－小源太＝職隆(花房榊原家の分家(職常系)職永の子)＝職邑(職隆の弟)＝職弥(職邑の弟)－職村－職政－政和(高田藩主/子爵･榊原政敬の婿養子､妻は榊原政敬の娘:彝子)

## 井伊氏流榊原氏
井伊氏の支族である奥山太郎行直の子孫、篠瀬作右衛門吉次の次男・作大夫直政が榊原を称した。家紋は「源氏車」、「藤巴」。

## 度会姓榊原氏
伊勢外宮の社家である。宮内人物忌家系に「御炊物忌、榊原氏・度会姓」と見える。